# Künstler-Nekropole

Künstler-Nekropole, Kassel

Die Künstler-Nekropole ist ein Friedhof, eine Parkanlage und ein Kunstwerk des öffentlichen Raums mit Wanderweg im Gebiet des Kasseler Stadtteils Harleshausen. Geschaffen wurde die Nekropole von documenta-Künstlern, die sich zu Lebzeiten testamentarisch verpflichten, sich dort beerdigen zu lassen. Der documenta-Künstler Harry Kramer initiierte mit ihr eine neue Ausdrucksform der Kunst im öffentlichen Raum.

## Geographische Lage

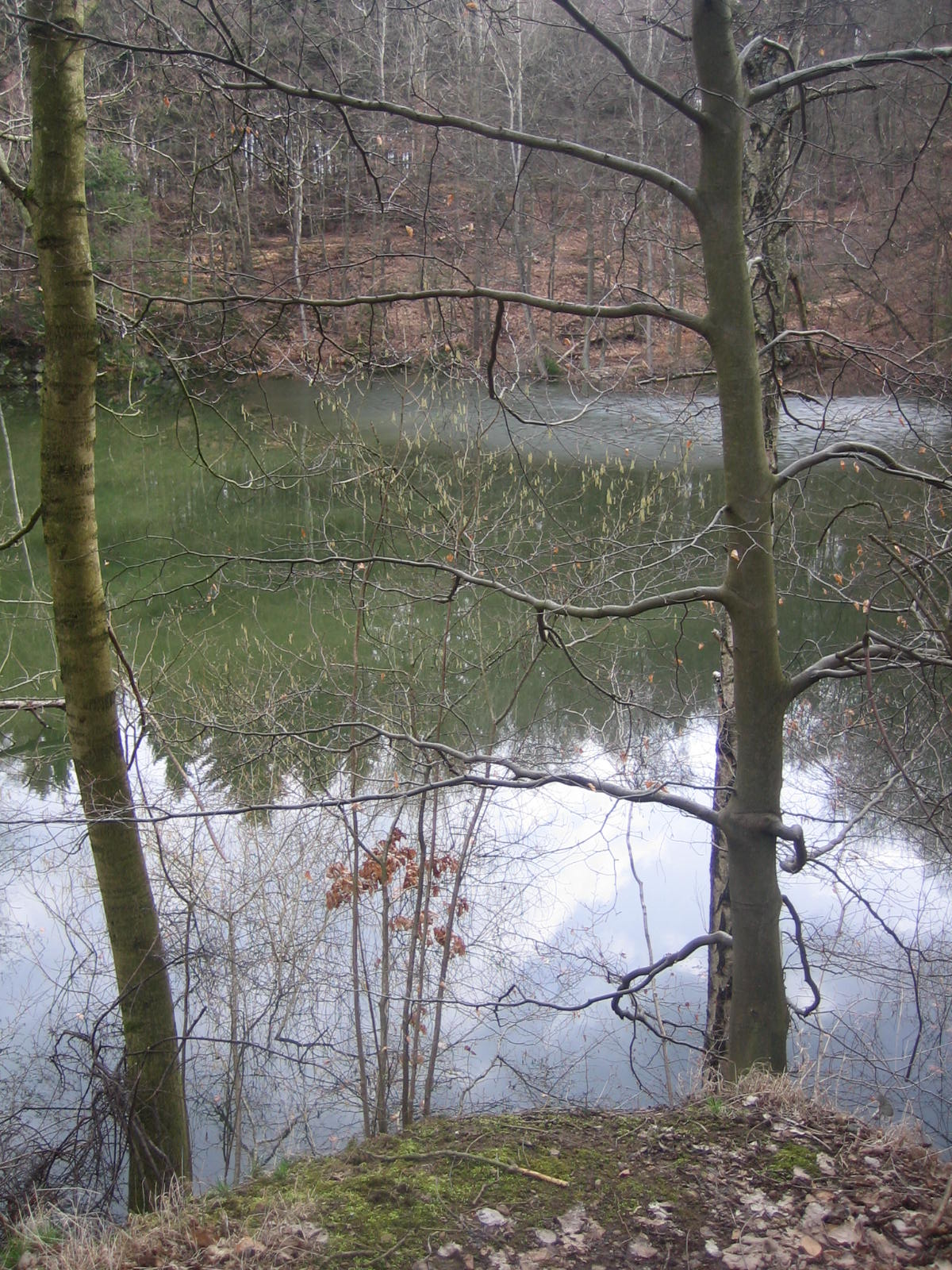
Blauer See

Die Künstler-Nekropole liegt auf der Ostabdachung des Hohen Habichtswaldes in bewaldetem Gebiet von Harleshausen, dem nordwestlichen Stadtteil von Kassel. Sie befindet sich im Naturpark Habichtswald am Blauen See, einem ehemaligen Basaltsteinbruch. Etwa 2 km südlich liegt der Bergpark Wilhelmshöhe. Ein 1,5 km langer Wanderweg (Wegzeichen 22) führt vom Wandererparkplatz Bergfreiheit (am oberen Ende der die Rasenallee kreuzenden Ahnatalstraße) vorbei am Blauen See zur Künstler-Nekropole.

## Geschichte
Der Kasseler documenta-Künstler Harry Kramer beschäftigte sich seit Anfang der 1980er Jahre mit einem Pantheon im Regen. Ausgewählten documenta-Künstlern sollte die Möglichkeit eingeräumt werden, ihr eigenes Grabmonument für die Nekropole am Blauen See zu gestalten. Sie werden in Urnen beigesetzt.
Kramer griff damit die kunstgeschichtliche Idee auf, Monumente im Park und Gräber im Wald anzulegen. Kramer gab in dem naturbelassenen Landschaftsgarten den Künstlern die Möglichkeit, ihr eigenes Grab auf einem Friedhof schon zu Lebzeiten anzulegen. Geplant sind insgesamt 40 Grabmale. Das Landschaftsschutzgebiet darf durch das Grabmal möglichst wenig gestört werden und muss sich selbst überlassen bleiben.
Kramer verknüpfte somit die Kunst des 20. Jahrhunderts mit der Gartenarchitektur des naheliegenden Bergparks Wilhelmshöhe. Er schuf mit der Nekropole einen Bezug zum Nachbau des in dem Bergpark befindlichen Grabs des Vergil und der Herakles-Statue des Herkules, der die goldenen Äpfel der Hesperiden in der Hand verbirgt.
Über seine Motivation schrieb er:

„Die Künstler haben keinen Einfluß auf Kulturpolitik, Museumsankäufe und Programme internationaler Ausstellungen. Genau besehen, ist das auch gut so; sie würden sich sonst als Gladiatoren in der Arena selbst ausrotten. Der Wettstreit auf dem Friedhof der Eitelkeiten ist ein unblutiger. Melancholie, Einsamkeit und Repräsentanz dieses Berufs kann sich keinen geeigneteren Ort der Selbstrealisierung und Selbstinszenierung wünschen. Der Künstler kann nur beim eigenen Grabmal sich selbst Auftraggeber und Mäzen sein. Allein das ist Legitimation genug.“

Eine Stiftung, die aus dem Privatvermögen Kramers hervorgegangen ist, betreut die Nekropole. Ein Stiftungsrat wählt die Künstler aus, die hier ihr Grabmal errichten sollen. Träger der Stiftung ist die Stadt Kassel.

## Grabmonumente
- Rune Mields, La vita corre come rivo fluente, 1992, Marmor und Blattgold
- Timm Ulrichs, unterirdisch, 1992, Bronzeguss, Glas
- Werner Ruhnau, Spielraum, 1995, Beton, Holz, Zinkblech
- Heinrich Brummack, Vogeltränke, 1997, Granit
- Fritz Schwegler, EN 6355, 1993, Italienische Basaltlava
- Karl Oskar Blase, momentum, 2001, Beton
- Ugo Dossi, Denkort, 2003, Stahl
- Gunter Demnig, Circuitus, 2011, Basalt, Sandstein, Stahl
- Gernot Minke, Lehm‐Kuppel, 2021, Lehmziegeln
- E. R. Nele, Der Gang, 2022, Edelstahl

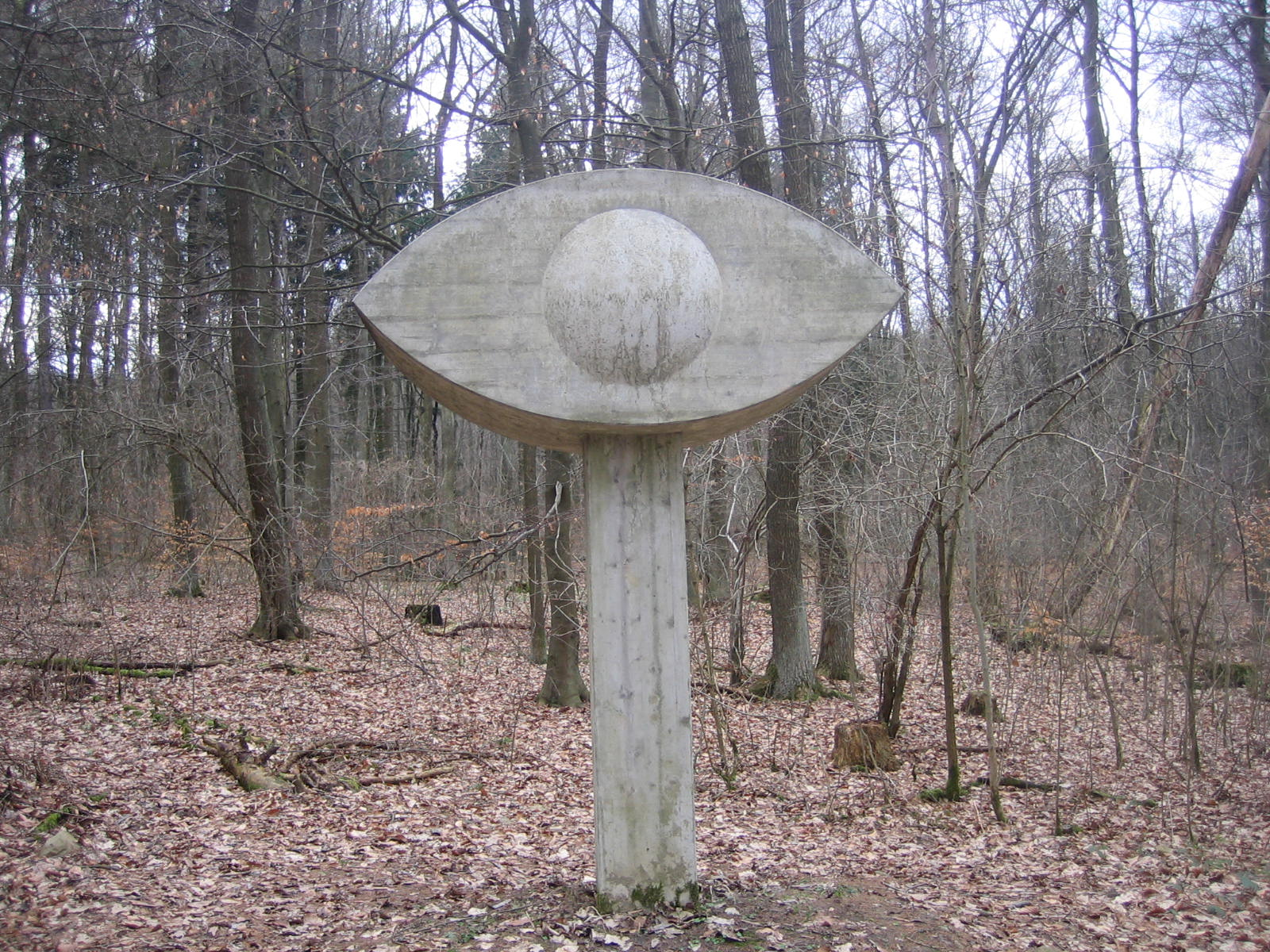
Grab von Karl Oskar Blase
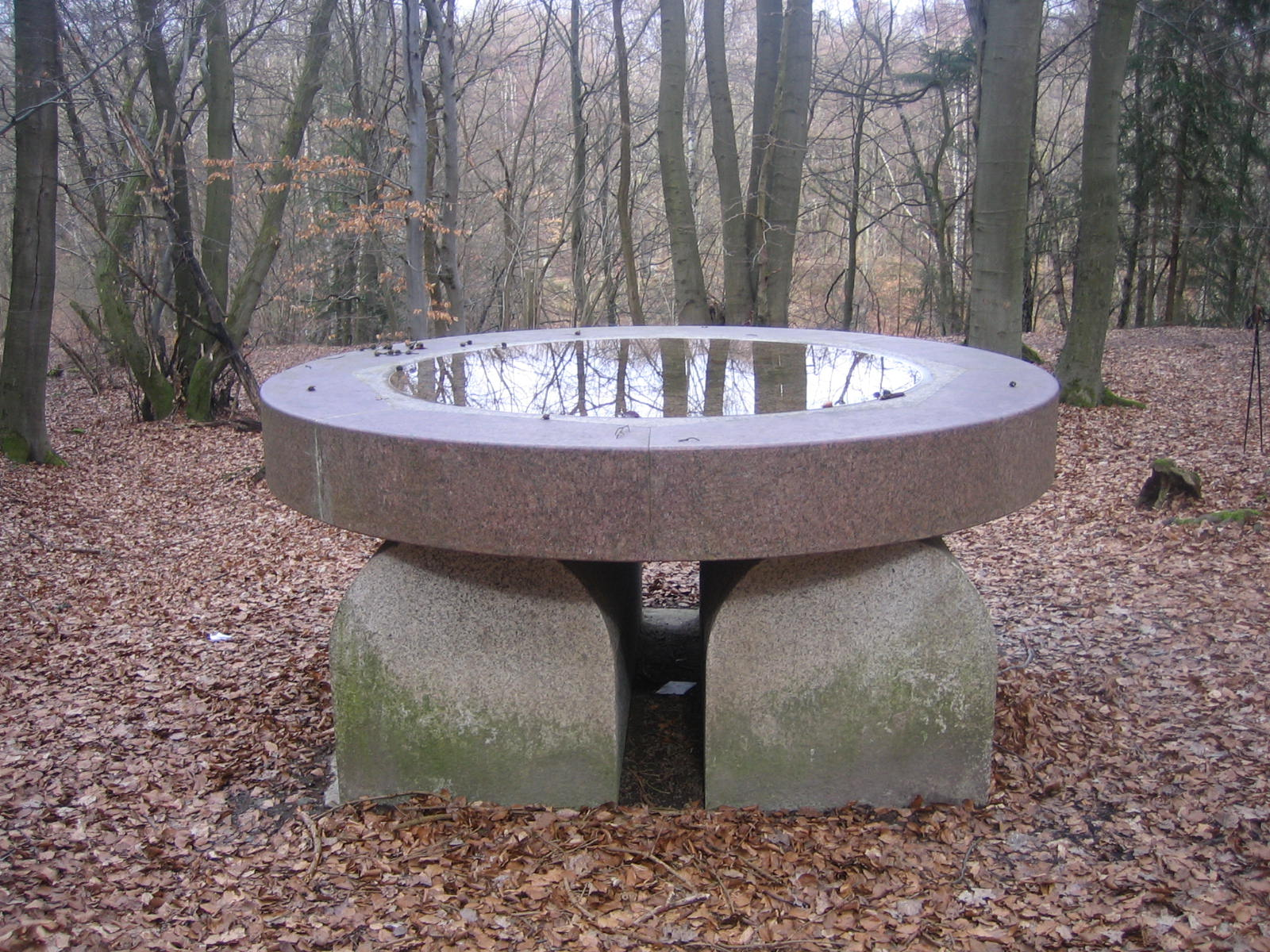
Heinrich Brummack, Vogeltränke
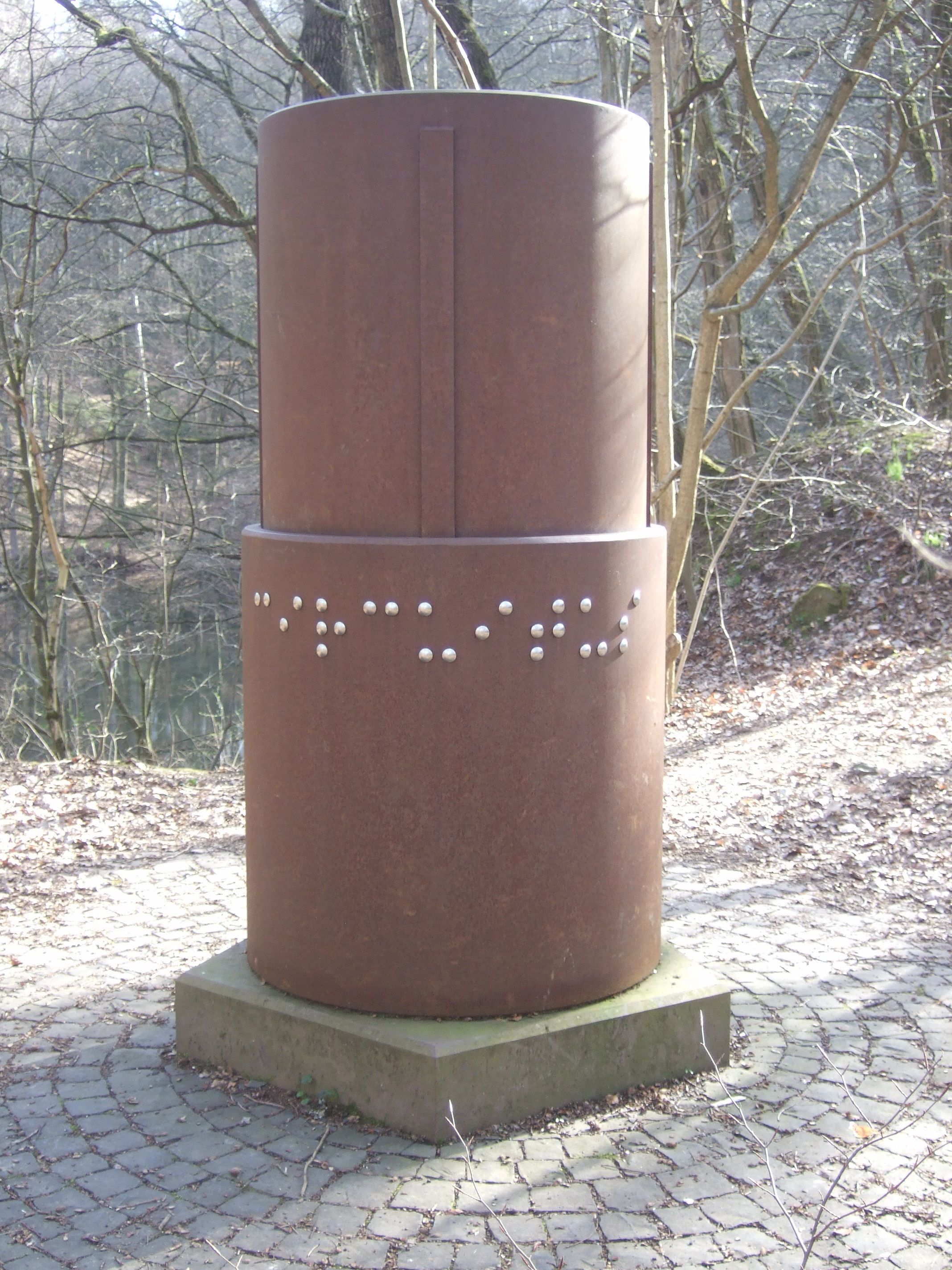
Gunter Demnig, Circuitus
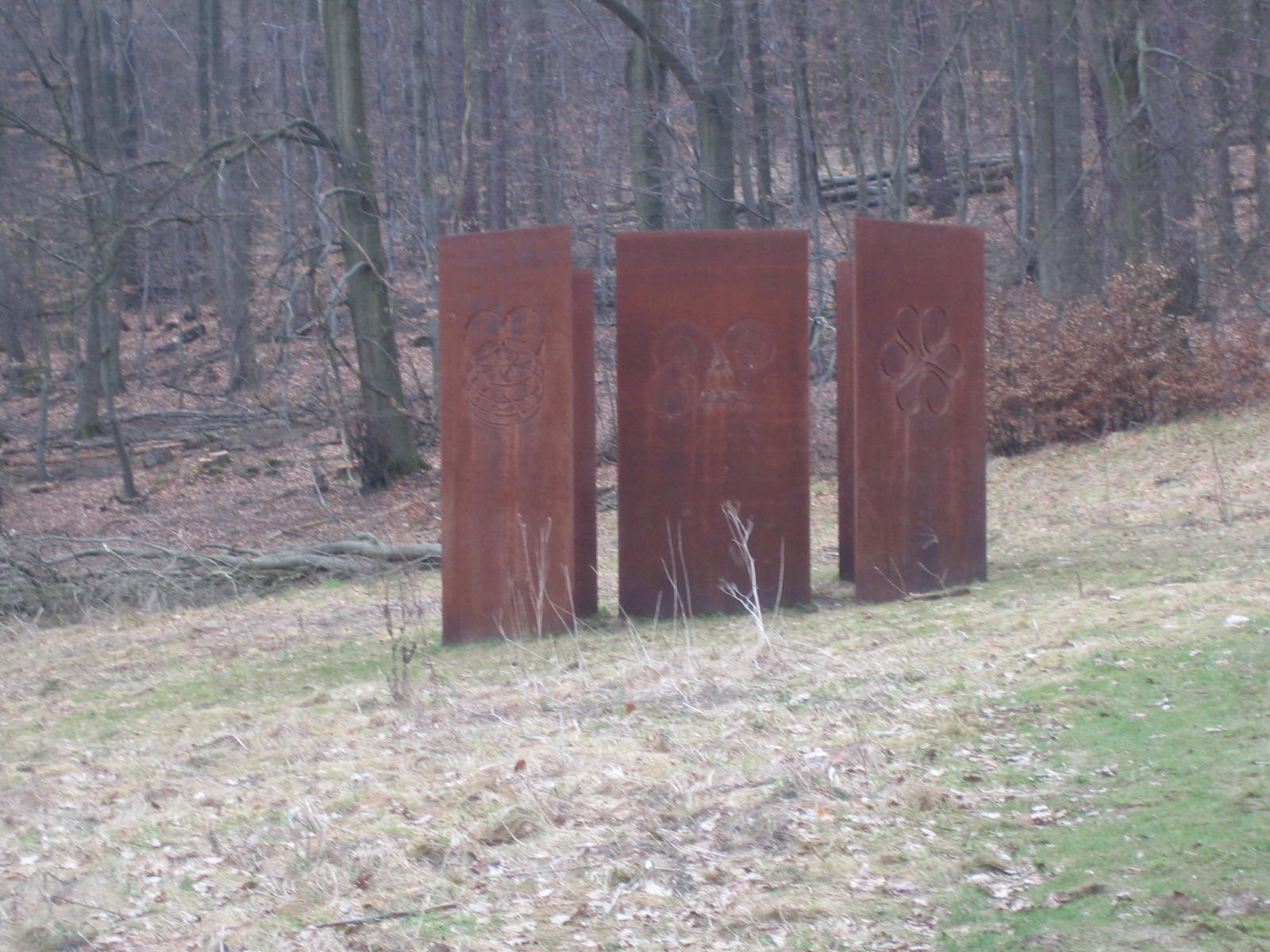
Ugo-Dossi-Grab
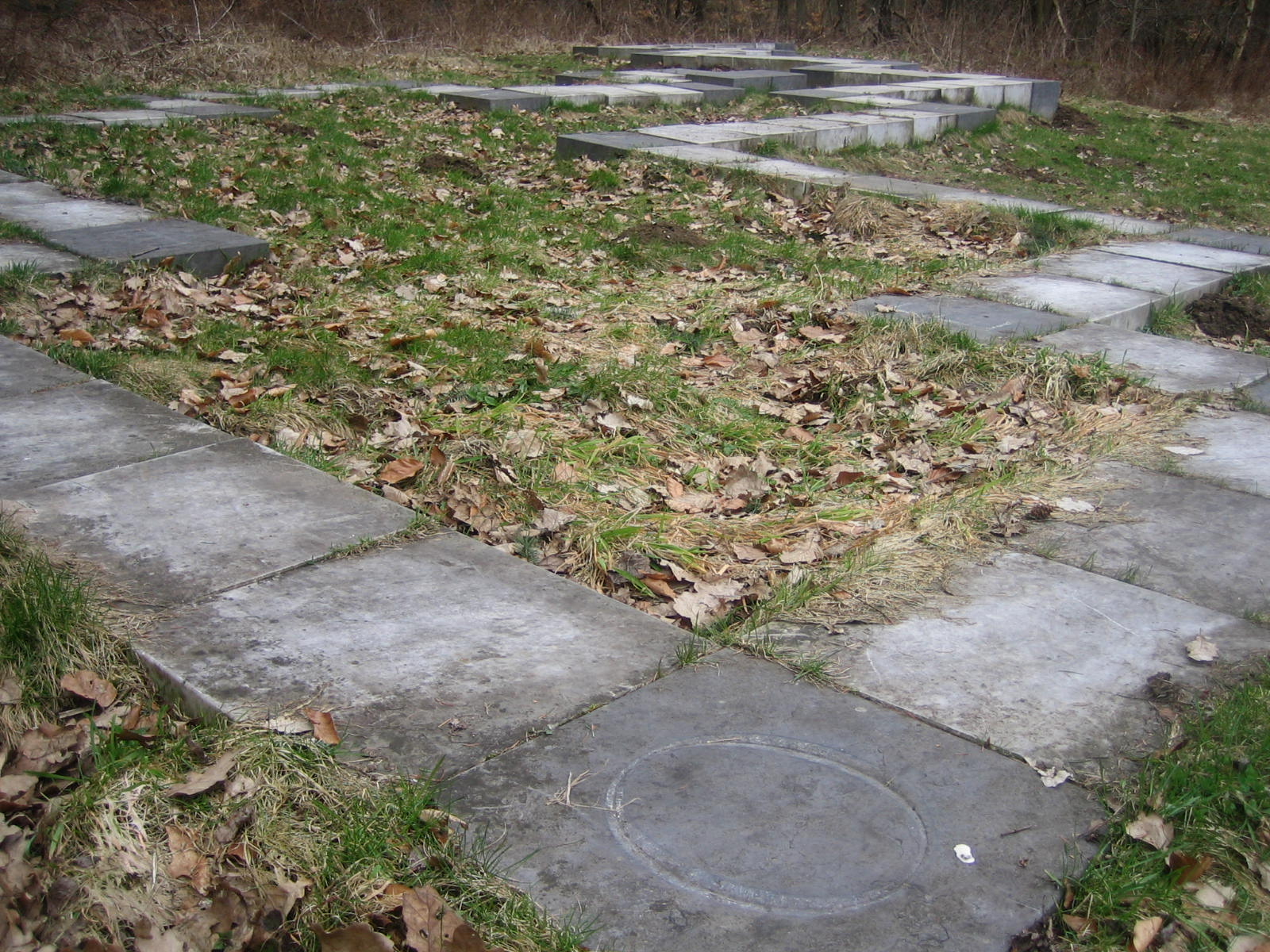
Grab von Rune Mields
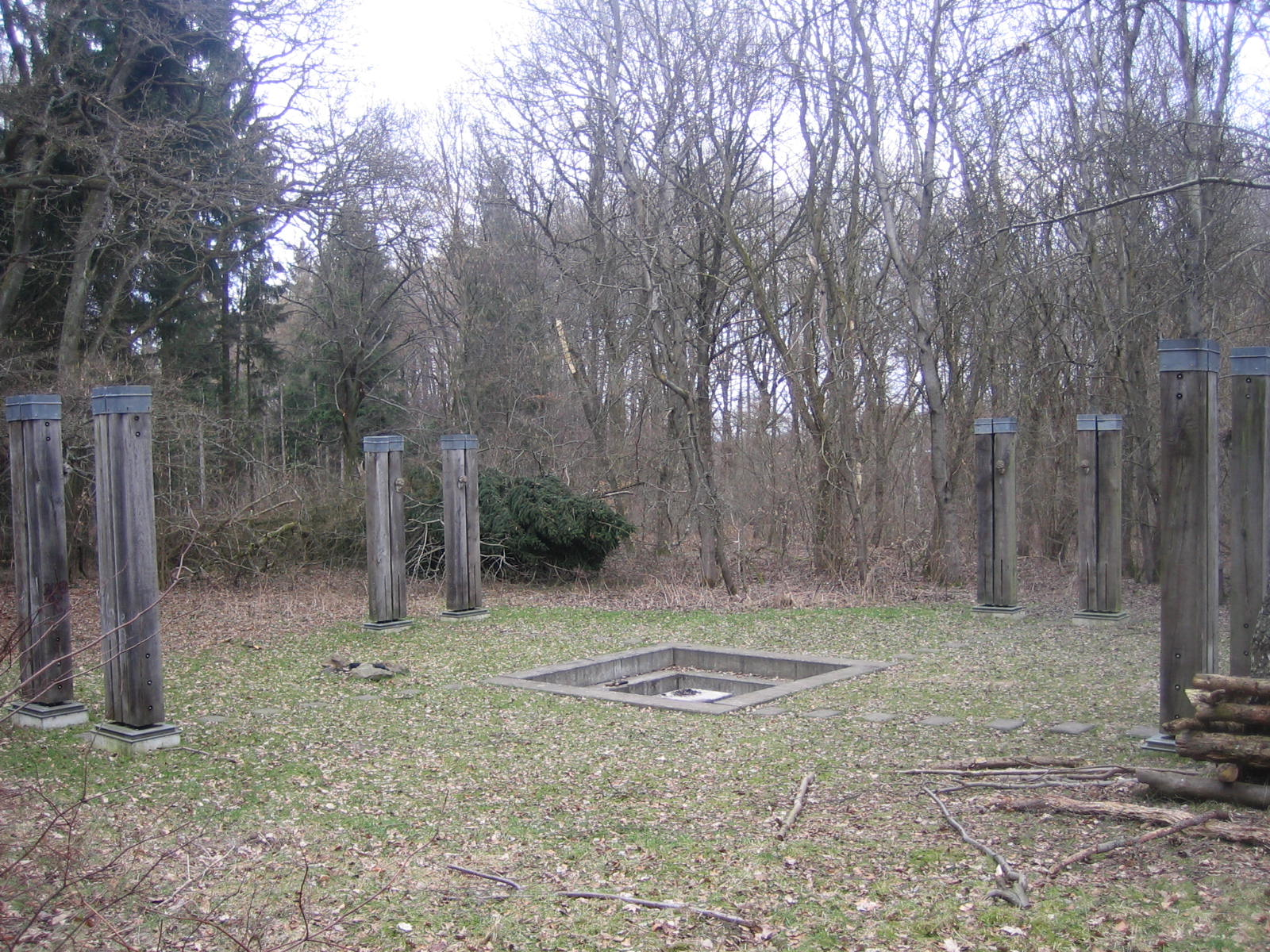
Grab von Werner Ruhnau
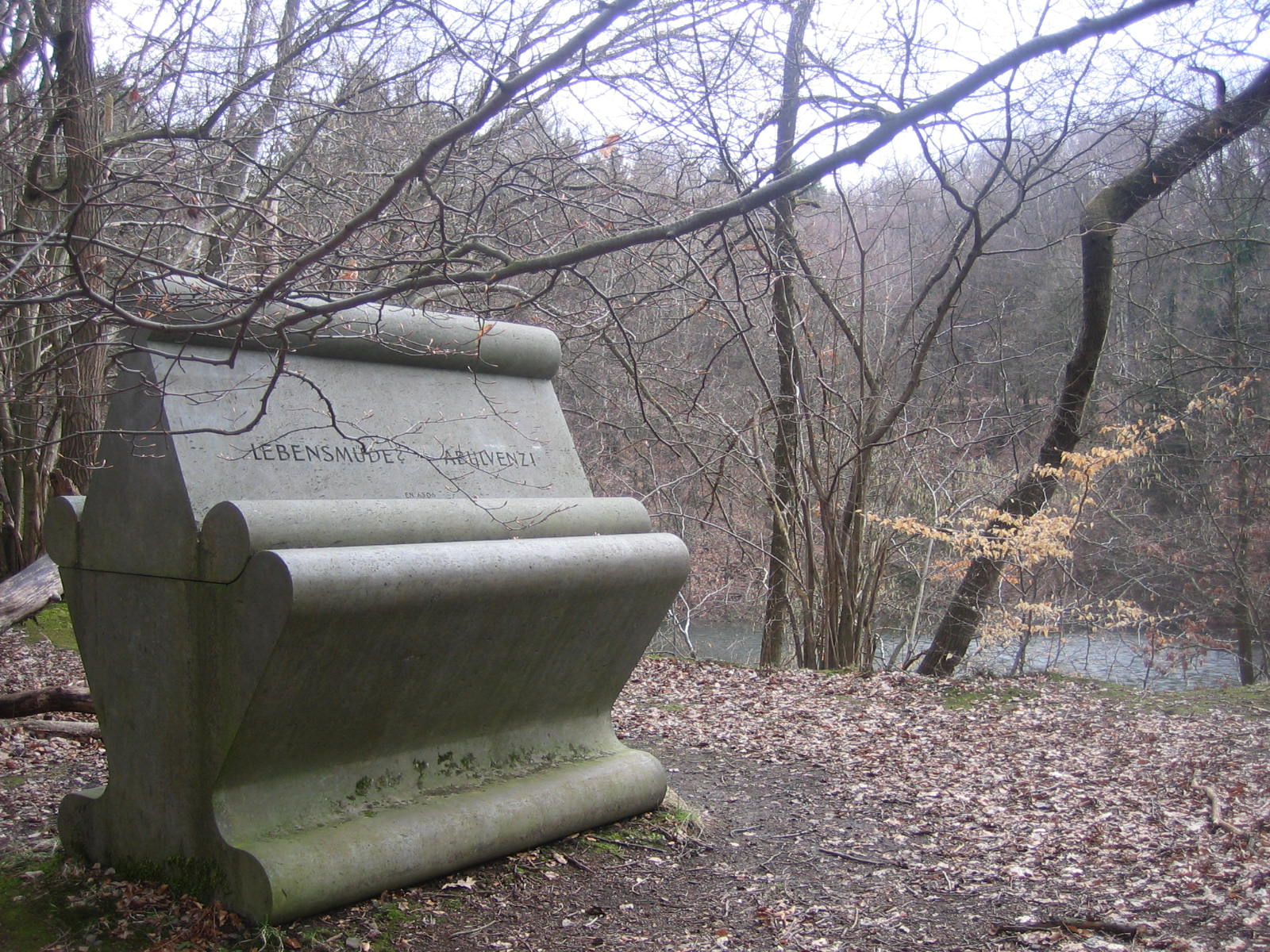
Grab von Fritz Schwegler
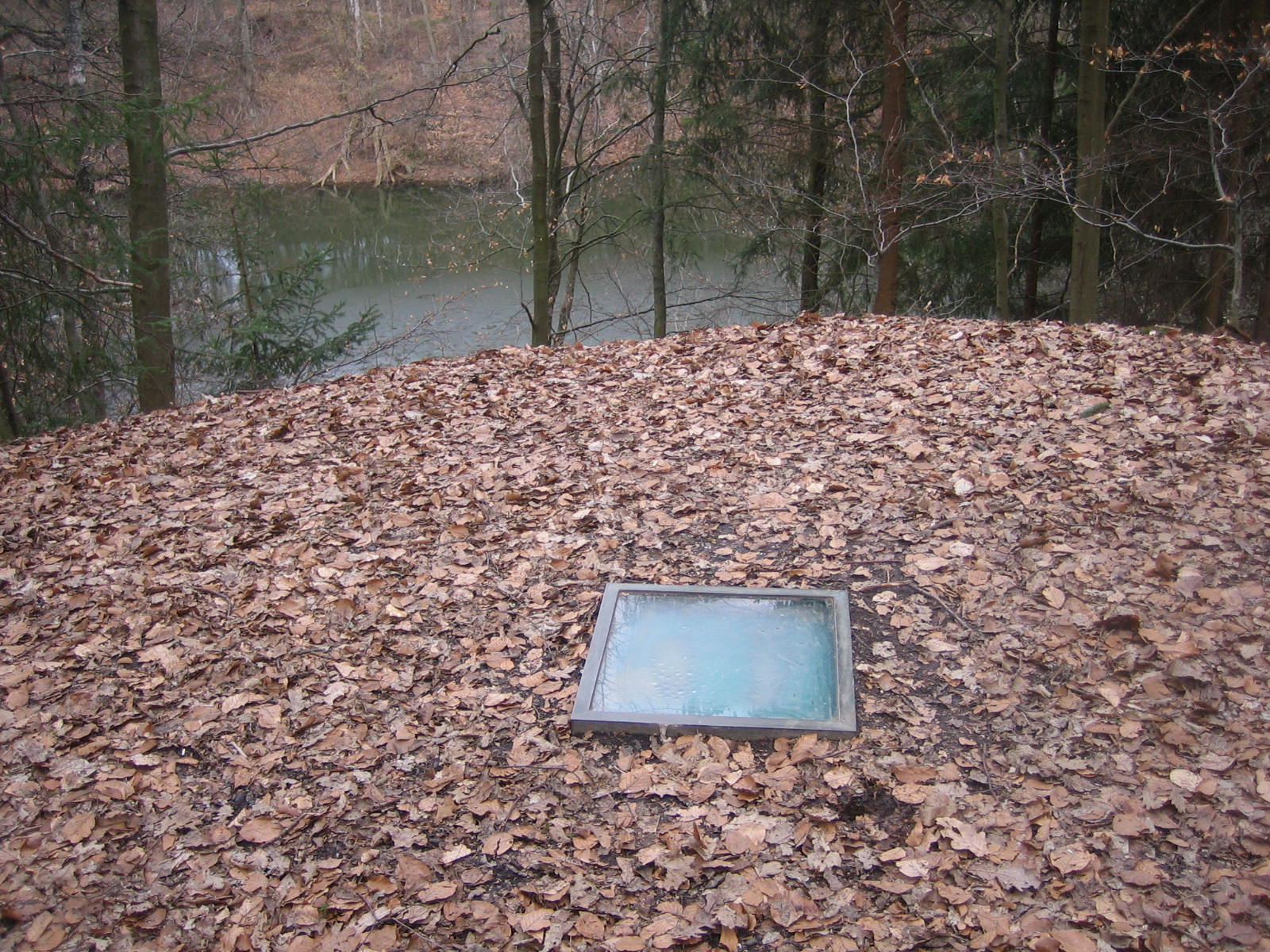
Grab von Timm Ulrichs
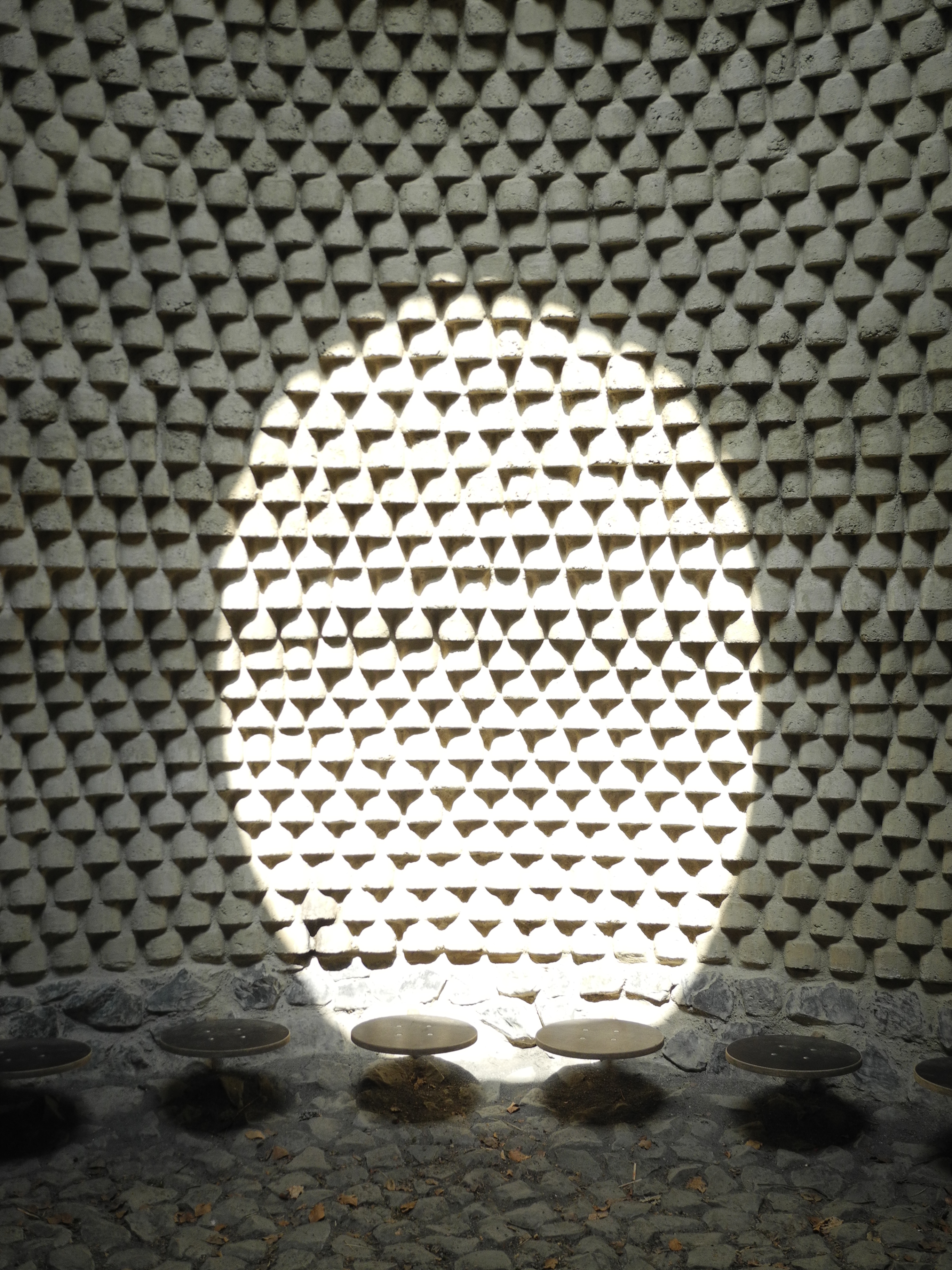
Gernot Minke, Lehmkuppel

## Beerdigte Künstler
Als erster Künstler wurde 1997 der Initiator Harry Kramer in der Nekropole beerdigt; er verzichtete auf ein Grabmal und wurde anonym bestattet. Marga Blase (1930–2006), die an Alzheimer erkrankte Frau von Karl Oskar Blase (1925–2016), wurde neben dem Grabmal ihres Mannes beerdigt und mit einem eigenen Gedenkstein gewürdigt. Das Grabmal von Fritz Schwegler (1935–2014) beinhaltet Erde seiner eigentlichen Grabstätte in Börtlingen. Die Urne von Werner Ruhnau (1922–2015) wurde in der Künstler-Nekropole 2015 beigesetzt, ebenso wie im Folgenden die Urne von Karl Oskar Blase, der im Dezember 2016 verstarb. Heinrich Brummack (1936–2018) wurde am 28. April 2018 in einer Urne in Form eines goldenen Hasen in der Nekropole bestattet.

## Hallmann-Denkmal

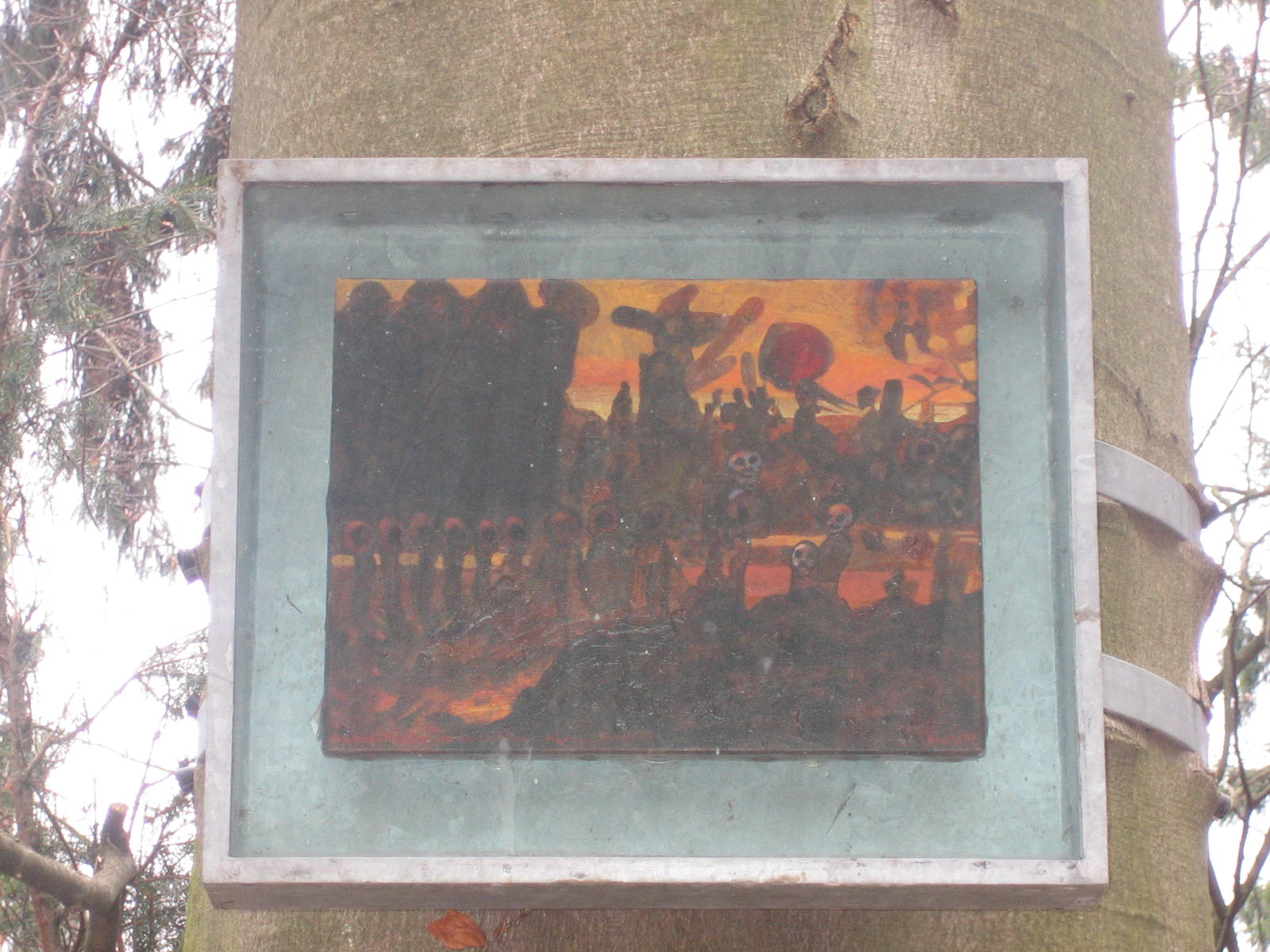
Blalla-W.-Hallmann-Denkmal

Eine Besonderheit stellt das Werk Blalla W. Hallmanns dar, da es kein Grabmal im eigentlichen Sinne, sondern ein Denkmal ist. Diese Besonderheit hat folgenden Hintergrund: Hallmann hatte Interesse an einem Beitrag zur Nekropole gezeigt. Er starb im Juli 1997, bevor er seinen Beitrag hatte fertigstellen können. Als Andenken wurde vor Ort das von ihm gemalte Bild Abendtreffen an der Lichtung – Harry’s Abschied (1997) aufgehängt. Hallmann hatte das Werk der Witwe Harry Kramers nach dessen Tod im Februar 1997 „als Trauergabe übergeben“. Auch wurde der Künstler selbst nicht in der Nekropole beerdigt.

## Gedenkzeichen für Manfred Schneckenburger
Der Stiftungsrat der Künstler-Nekropole hat im Jahr 2020 beschlossen, dass für den 2019 verstorbenen zweifachen Leiter der documenta Manfred Schneckenburger, der auch langjähriges Mitglied des Stiftungsrates war, ein Gedenkzeichen zu initiieren. Der Standort der Skulptur, entworfen von Ugo Dossi, wurde im Eingangsbereich der Künstler-Nekropole gewählt.